# 10. Feld-Division
10. Feld-Division foi uma divisão de campo da Luftwaffe que prestou serviço durante a Segunda Guerra Mundial, combatendo com a Heer. A unidade foi absorvida pelo Exército Alemão um ano depois de ser criada.

## Comandantes
- Walther Wadehn, 28 de Novembro de 1942 - 1 de Novembro de 1943[2]